# Siarö
Siarö est une île de l'archipel de Stockholm  en Suède,,.

## Présentation
Siarö est juste au nord de Ljusterö et appartient à la commune d'Österåker.
Siarö est principalement construite de maisons de vacances. 
L'île n'a pas de pont ni de liaison par traversier avec Ljusterö ou le continent.
Un détroit, appelé Siarösundet, d'une largeur minimale d'environ 30 m, sépare Siarö de Ljusterö. 
Le centre de service le plus proche est situé à Ljusterö, à environ 4 kilomètres de l'amarrage le plus proche à Ljusterö.

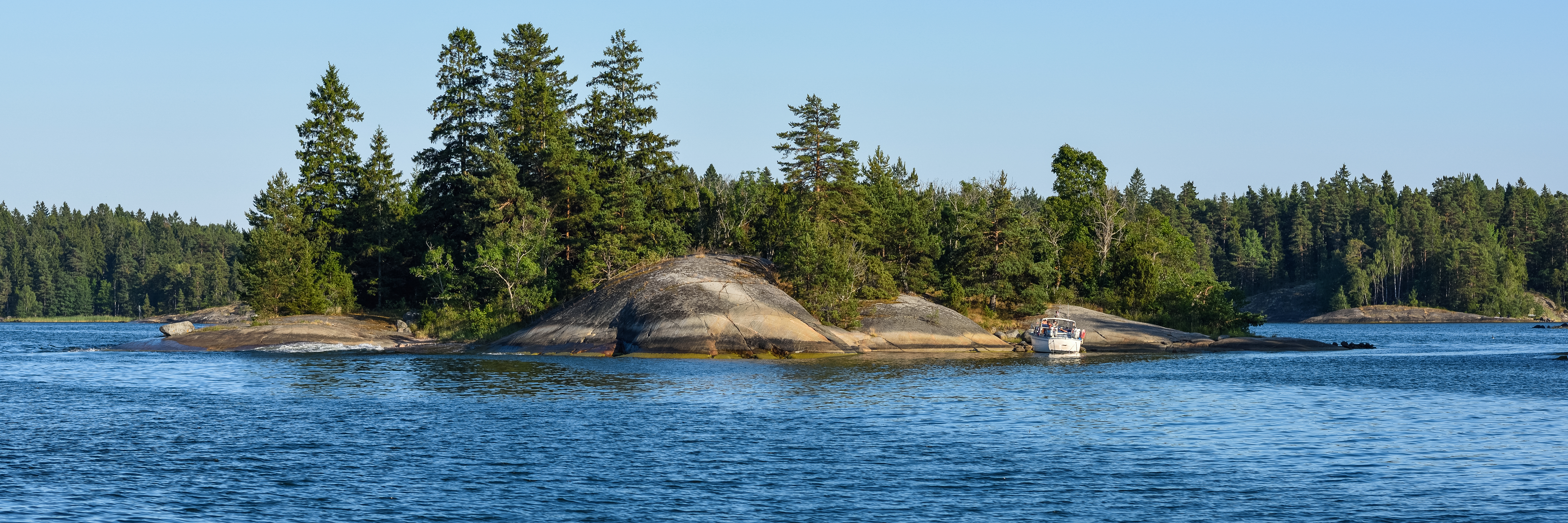

## Histoire
L'île présentait un intérêt stratégique militaire pendant la Seconde Guerre mondiale.
Le fort de Siarö (sv) y a été construit, mais a ensuite été déplacé sur l’île de Kyrkogårdsön à l’ouest de l’île de Siarö et est aujourd'hui l'auberge et attraction touristique de Siaröfort juste à l'extérieur de Siarösundet, le long du chenal de Furusundsleden, entre Vaxholm et Furusund. 
Jussi Björling avait sa résidence d'été sur l'île et elle appartient toujours à la famille Björling.

## Galerie

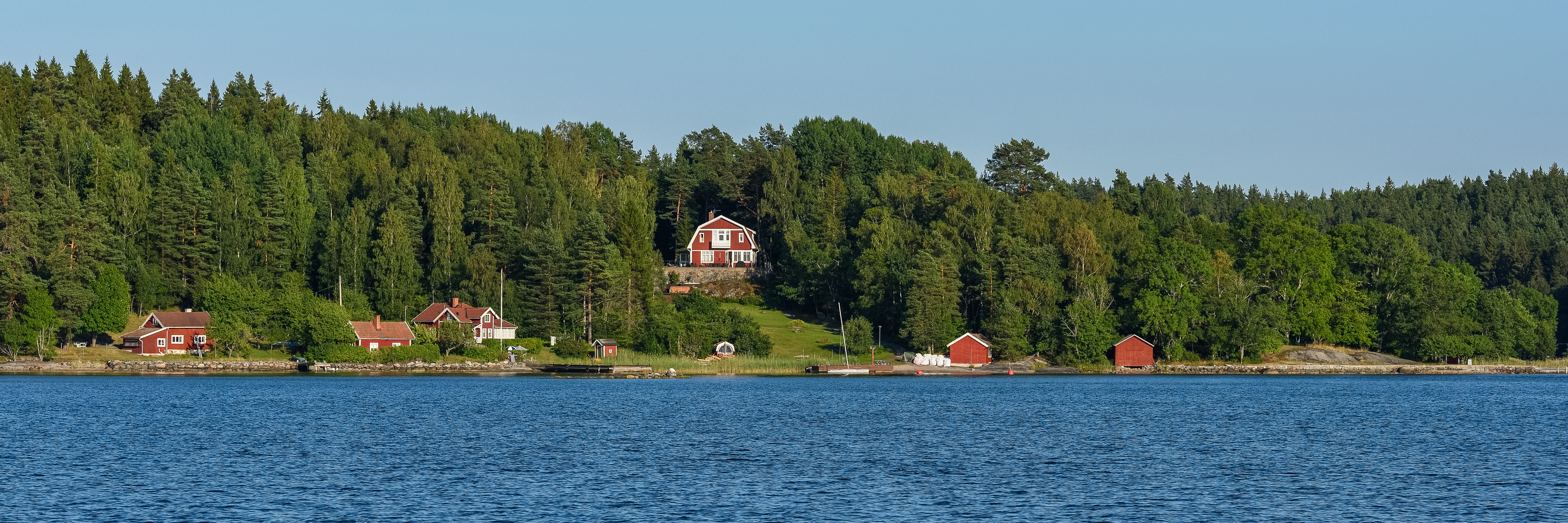
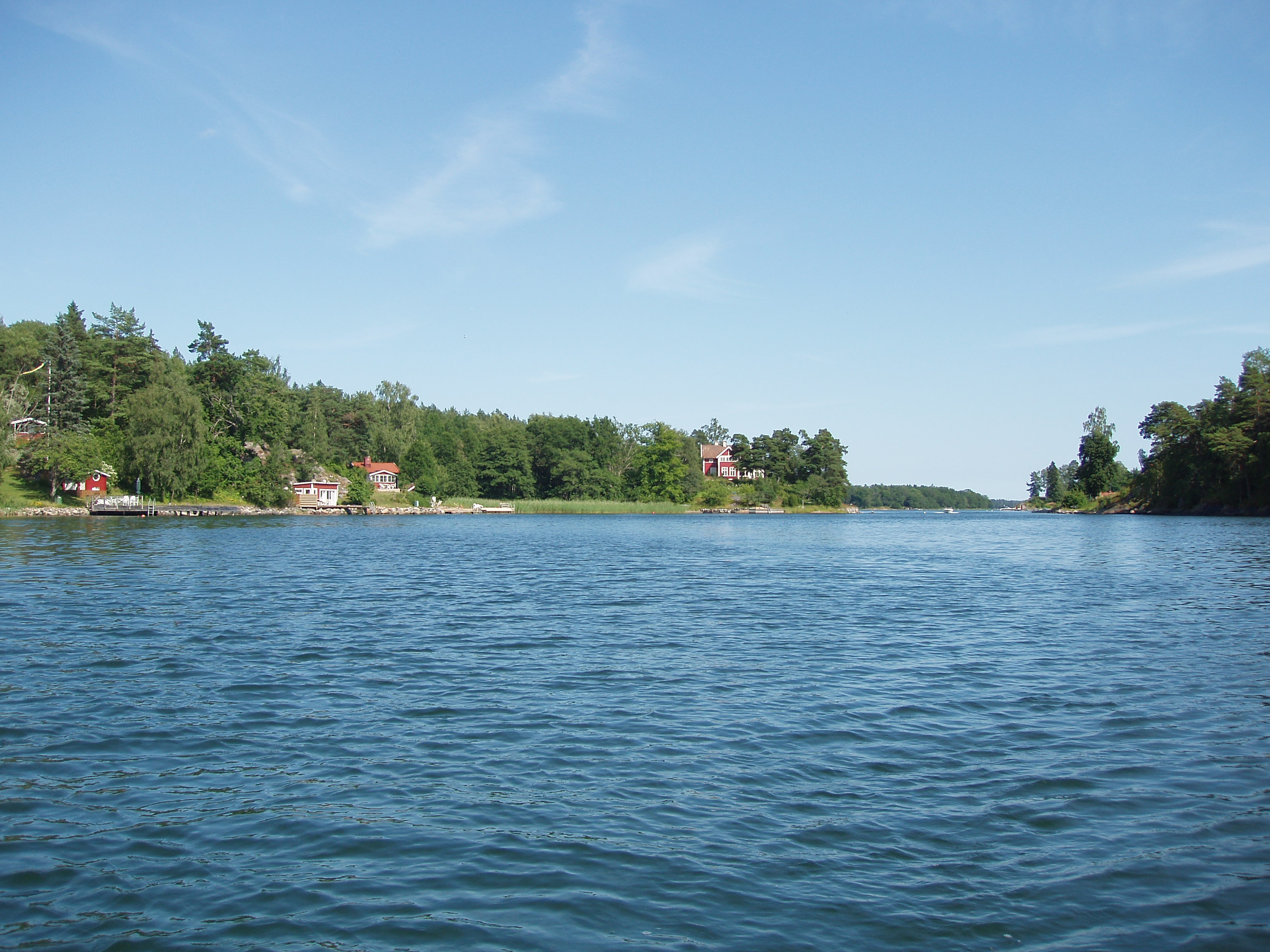
Siarösundet.
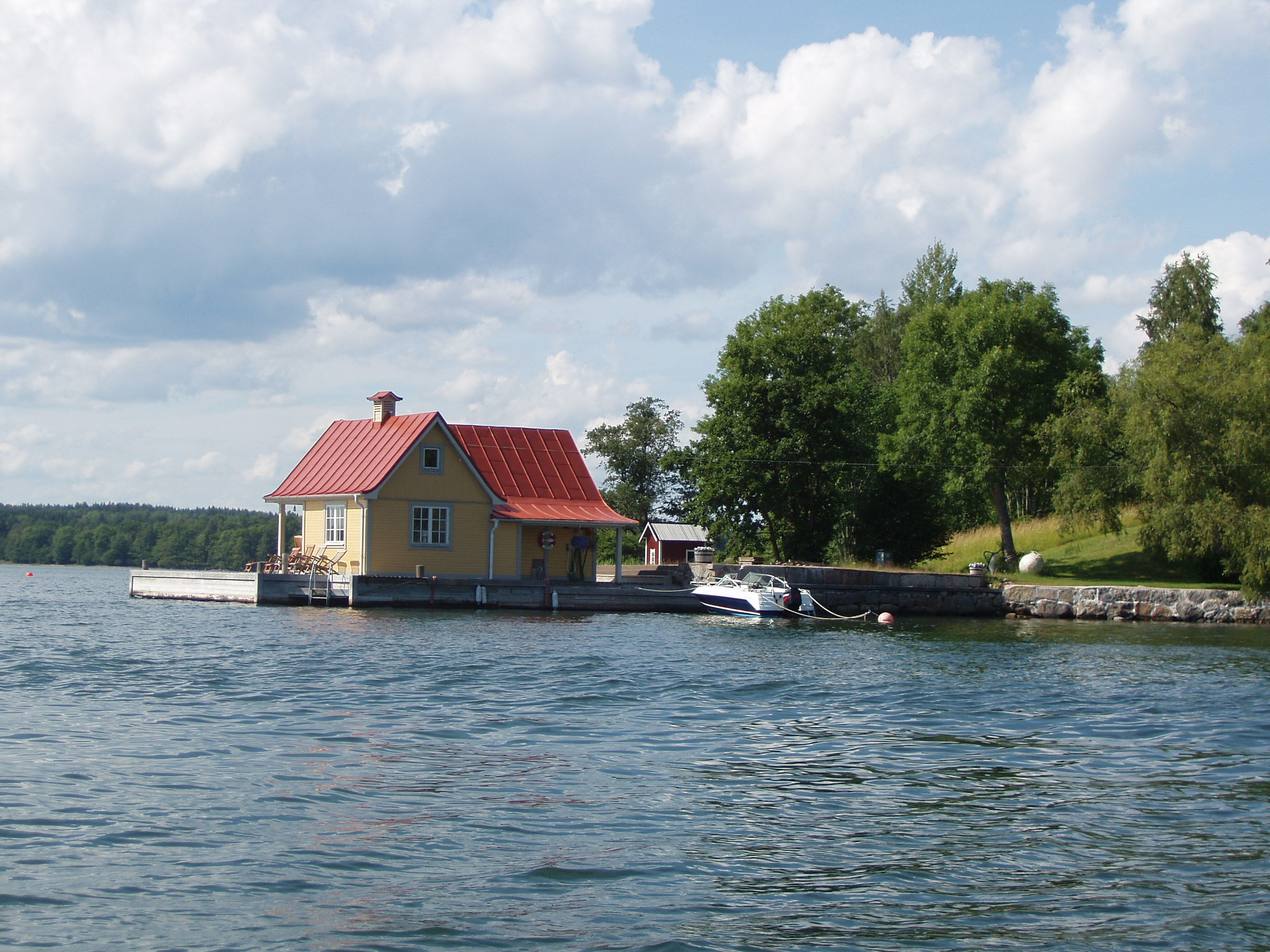